# Косовщинский сельский совет

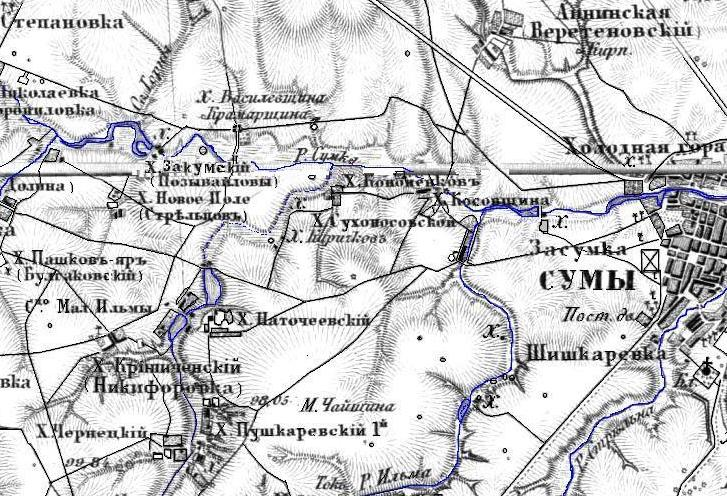
Территория нынешнего Косовщинского сельсовета на карте XIX века.

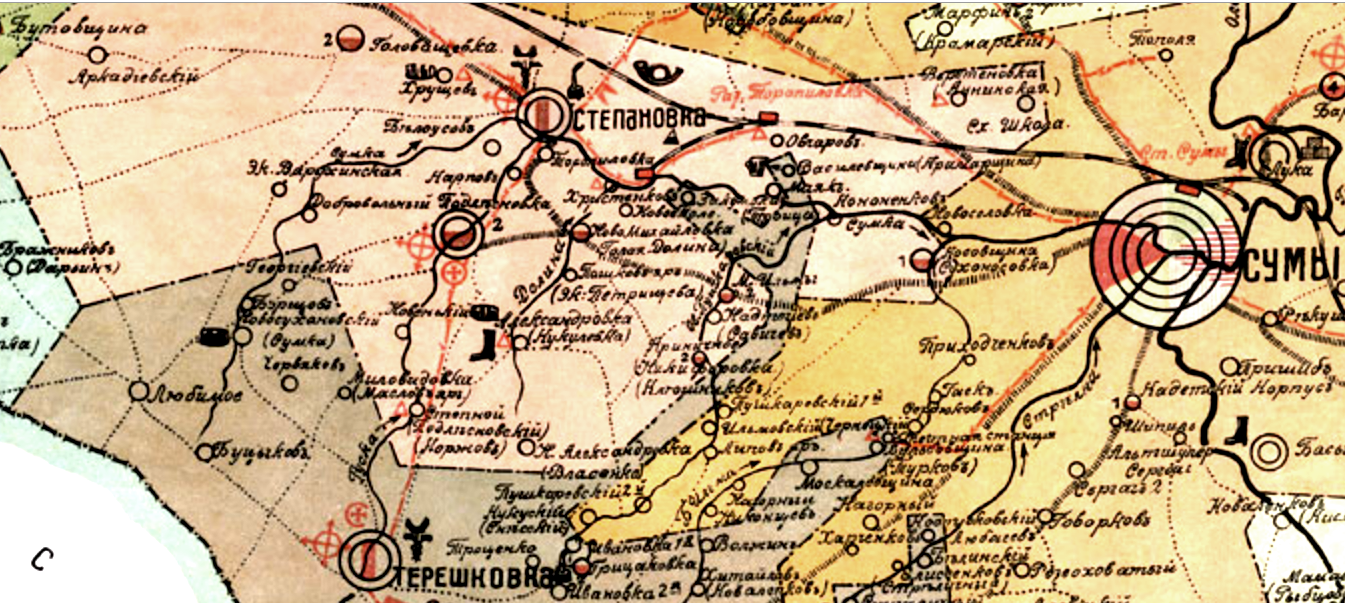
Косовщина, Сумской уезд. 1917 г.

Косовщинский сельский совет (укр. Косівщинська сільська рада) — входит в состав
Сумского района
Сумской области
Украины.
Административный центр сельского совета находится в 
с. Косовщина.
Население — 3280 чел. 1158 домовладений (дворов) (на 21.08.2008 г.).
Сельский совет был создан после освобождения с. Косовщина от немецких войск в 1943 году. До этого территория сельсовета входила в состав Степановской и Терешковской волости Сумского уезда.
Косовщинский сельский совет располагается на правом берегу реки Сумка, (часть которой формирует Косовщинское водохранилище), а также её притоках.
Сельсовет граничит на севере со Степановским поселковым советом, на западе с Подлесновским сельсоветом, на юге с Садовским и В.Вильмовским сельсоветами и на востоке с г.Сумы.
На территории Косовщинского сельского совета работали следующие сельскохозяйственные предприятия:
- Советское хозяйство (совхоз) отдела рабочего снабжения Сумского машиностроительного завода им. Фрунзе, 1933—1937 гг.
- Сельскохозяйственная артель (колхоз) «15 лет РККА». с. Косовщина, 1933—1941, 1943—1950 гг.
- Сельскохозяйственная артель (колхоз) им. Ленина, с. Косовщина, 1950—1970 гг.
- Овоще-молочный совхоз «Ганнивский» Сумского областного специализированного треста плодовоягодных и мясо-молочных совхозов. с. Анновка Сумского района Сумской области, 1970—1981 гг.
- Совхоз «Косовщинский» Сумского областного производственного аграрно-промышленного объединения «Сумыплодоовощхоз», с. Косовщина, 1981—1991 г.
- ООО "Агрофирма «Косовщинская», с 1992 г.
- ОАО "Птицесовхоз «Мирный», 1985—2009 гг.

Органы власти, существовавшие на территории сельсовета:
- Косовщинская сельская управа. Косовщина 1941—1943 гг. (немецкая оккупация).
- Исполнительный комитет Косовщинского сельского Совета депутатов трудящихся 1943—1977 рр.
- Исполнительный комитет Косовщинского сельского Совета народных депутатов 1977—1991 рр.

Органы власти и предприятия, существовавшие в других населенных пунктах нынешнего Косовщинского сельского совета:
- Исполнительный комитет Мало-Вильмовского сельского совета депутатов трудящихся, 1945—1954 гг.
- Сельскохозяйственная артель (колхоз) «Первое Мая», c. Малые Вильмы, 1935—1951 г. (С 1951 г. —  в с.Великие Вильмы).
- Сельскохозяйственная артель (колхоз) «Советское село», хут. Чернецкий 1928—1934 г. (сейчас с. Чернецкое).

## Населённые пункты совета
- с. Косовщина — 2673 чел.;
- с. Солидарное — 238 чел.;
- с. Кононенково — 96 чел.;
- с. Малые Вильмы — 119 чел.;
- с. Чернецкое — 22 чел.;
- с. Надточиево — 53 чел.;
- с. Закумское — 79 чел.

По состоянию на 1947 г. в состав Косовщинского сельсовета входили:
- с. Малая Косовщина;
- с. Великая Косовщина;
- хут. Гаёк;
- хут. Анновка;
- хут. Диброва;
- хут. Кононенков.

После административной реформы в 1954 г. в состав Косовщинского сельсовета был включен Мало-Вильмовский сельский совет, в результате чего в состав сельсовета вошли следующие населённые пункты:
- с. Малые Вильмы;
- хут. Василевщина;
- хут. Закумский;
- хут. Криничное;
- хут. Липовый Яр;
- хут. Надточиев;
- хут. Чернецкий.

Ранее также в него входил хутор Пчелы с населением всего 6 человек, вошедший со временем в с.Малые Вильмы.

## Ликвидированные населённые пункты совета
- с. Анновка